# Samsung SGH–X450
A Samsung SGH–X450 a Samsung Electronics kinyitható, kagylóformájú, háromsávos mobiltelefonja. A Samsung SGH–X427 európai változata, mely 2003 negyedik negyedévében jelent meg. Kategóriájában szokatlan módon külső antennával rendelkezik és nincs külső kijelzője sem. Kamerája nincs. 65 ezer színű TFT-kijelzővel van felszerelve. Sem Bluetooth-szal, sem infravörös porttal nem rendelkezik. MMS, EMS és SMS küldésére alkalmas.

## Felépítése és jellemzői
Kinyitható kivitelű, kagyló formájú, elsősorban nőknek szánt mobiltelefon. Az alapszintű Samsung-típusokra jellemző billentyűzettel és kijelzővel szerelték fel. Kétféle színben, ezüst és sötétszürke kivitelben gyártották. A készülékbe csak alapszintű szolgáltatásokat építettek be. Így óra, ébresztőóra, naptár, számológép és diktafon funkciókkal rendelkezik. Négy beépített játékkal szerelték fel (BubbleSmile, Fun2Link, Ultimate Golf Challenge, MobileChess).
A készülék 1000 nevet tárolhat, melyek hívócsoportokba is rendezhetők és különböző információk csatolhatók hozzá. Az SMS és MMS tárolására külön memóriarész áll rendelkezésre. Legfeljebb 40 szólamú csengőhangok lejátszására képes. A Bluetooth és az Infraport hiánya miatt csak adatkábel segítségével, RS–232 porton keresztül köthető össze számítógéppel. 512 kb-nyi memória áll rendelkezésre a Java-alkalmazások számára és 700 kb-nyi MMS tárolható rajta. 
720 mAh-s lítiumion-akkumulátora készenléti állapotban 150 órás üzemet, vagy 180 perces folyamatos beszédátvitelt tesz lehetővé.

## Külső hivatkozások
- Az SGH–X450 készülék a Mobil Portálon